# Амурская экспедиция (1910—1911)
Амурская экспедиция 1910—1911 годов — общепринятое наименование российских исследований и организации поселений на Дальнем Востоке, предпринятых под руководством исследователя Николая Львовича Гондатти.

## Предыстория
К проведению экспедиции у властей сложился опыт негативной политики на Дальнем Востоке. Неконтролируемый приток переселенцев привёл к закреплению иностранцев в определённых экономических нишах. А ограничительные меры в условиях высокой зависимости от труда переселенцев привели к задержке строительства объектов инфраструктуры, ухудшению параметров конкуренции на рынке труда, увеличению нелегальных мигрантов на Дальнем Востоке. Новая экспедиция должна была дать первую комплексную оценку последствий притока китайцев и корейцев в районе больших строительств.

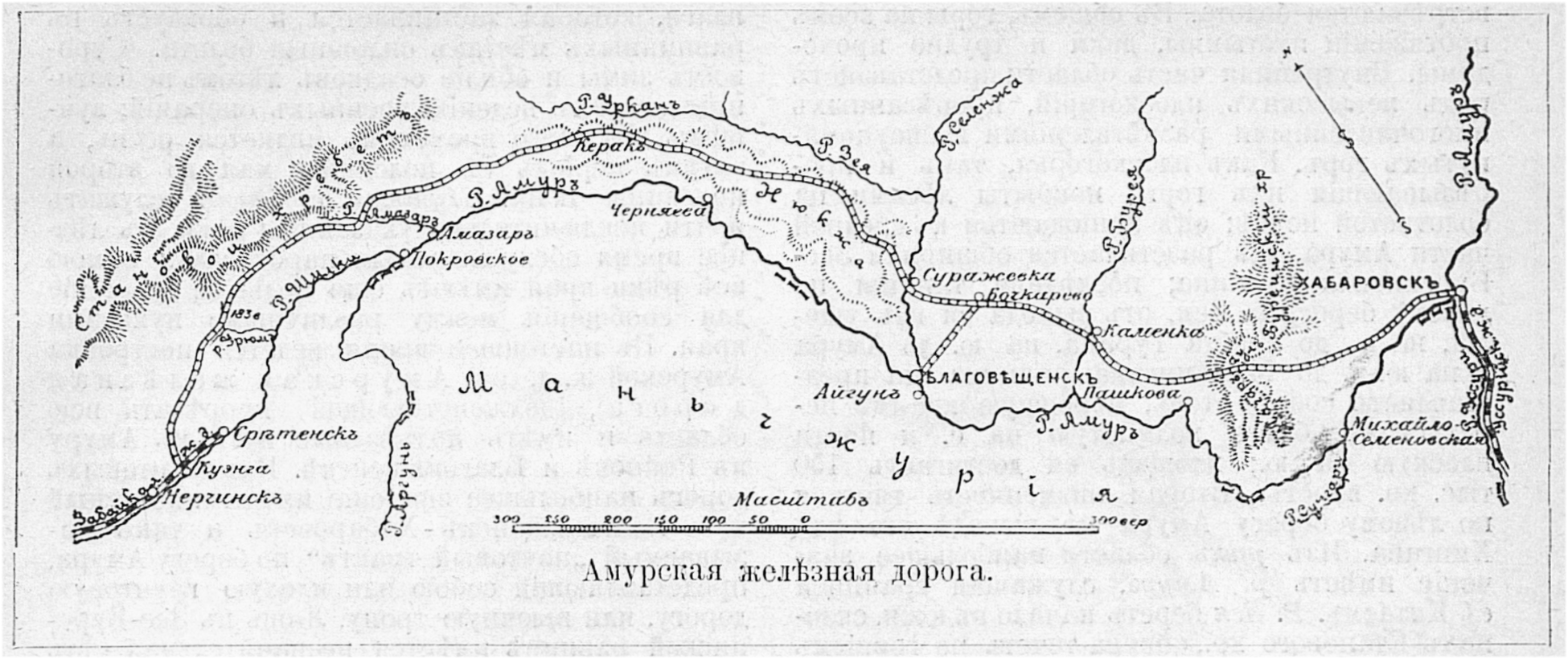
Карта Амурской железной дороги. 1911 год.

В то время на Дальнем Востоке проходило строительство Амурской железной дороги и жизненно важных инфраструктурных объектов Приамурья. Целью новой Амурской экспедиции являлось описание причин, последствий и рекомендаций по регулированию массового потока иммигрантов в Приамурье в конце XIX века — начале XX века.

## Подготовительный этап
Во главе экспедиции стоял Николай Львович Гондатти, который на момент назначения уже имел немалый опыт административной работы. Также для изучения этого вопроса были направлены по разным маршутам и заданиям члены Амурской экспедиции — известный востоковед В. Граве и кореевед В. Песоцкий. Граве изучал вопросы японцев, китайцев и корейцев в Приамурье, а Песоцкий вопросы корейцев. Экспедиции было поручено изучить местность, прилегающую к линии постройки Амурской железной дороги. 3 марта 1908 года Государственная Дума приняла решение о строительстве железной дороги от станции Куэнга до Хабаровска с целью её пригодности для заселения и хозяйственной деятельности. Для этих целей экспедиции было выделено 200 тысяч рублей и привлечено около сотни специалистов разных направлений. Работы проводились отдельными экспедициями, группами и отрядами в разных местах Амурской области.
Основной задачей Верхне-Зейской экспедиции (входящей в состав Амурской), которую возглавил почвовед Николай Иванович Прохоров, было не только изучение почв, климата и биоресурсов Приамурья, но и разработка предложений по организации исследовательских работ по проблемам сельского хозяйства. В задачу экспедиции вменялось открытие новых опытных полей и метеостанций.

## Ход экспедиции
Материалы экспедиции были подготовлены к публикации и изданы в 1911—1913 годах. Итоги были доступны всем желающим, кого интересовало в каком направлении и в каком темпе следует развивать экономику Дальнего Востока. Всего было издано восемнадцать выпусков Трудов Амурской Экспедиции (ТАЭ), которые можно разделить на группы по циклу исследований. При изучении выяснилось, что в пределах Амурской области сложился новый тип сельского хозяйства. Вовремя экспедиции территория Амурской области была выделена на три района: казачьего, старожильческого и переселенческого. Однако, на стадии обработки, старожильческий район был разделен на два: центральной части области и периферии. Следует обратить внимание, что результаты статистико-экономического обследования крестьянского и казачьего хозяйства, охватили не только Амурскую область, но и Восточное Забайкалье. Всего обследовали 13 торгово-промышленных посёлков при железнодорожных станциях. Программой обследования предусматривалось выявление следующих проблем: водоснабжения, состояния жилищного фонда, оценка местоположения поселений, цены на продукты питания, оценки населения по национальному признаку.
Место пересечения реки Зеи и Амурской железной дороги на месте железнодорожного моста через Зею имело все данные для строительства крупного города Алексеевска, ныне Свободный.